# جون بلانكينستاين
جون بلانكيستاين (John Blankenstein)، من مواليد 12 فبراير 1949 في دي بيلت وتوفي في 25 أغسطس 2006 في لاهاي، حكم كرة قدم هولندي دولي سابق.
و قد حكم في كأس الأمم الأوروبية لكرة القدم 1992.

## روابط خارجية
- جون بلانكينستاين على موقع Soccerway.com (الإنجليزية)